# Lafage-sur-Sombre
Lafage-sur-Sombre är en kommun i departementet Corrèze i regionen Nouvelle-Aquitaine i de centrala delarna av Frankrike. Kommunen ligger  i kantonen Lapleau som tillhör arrondissementet Tulle. År 2022 hade Lafage-sur-Sombre 135 invånare.

## Befolkningsutveckling
Antalet invånare i kommunen Lafage-sur-Sombre
Referens:INSEE